# Marshall Island (Maine)
Marshall Island es un territorio no organizado ubicado en el condado de Hancock en el estado estadounidense de Maine. En el Censo de 2010 tenía una población de 0 habitantes y una densidad poblacional de 0 personas por km².

## Geografía
Marshall Island se encuentra ubicado en las coordenadas 44°6′49″N 68°30′23″O / 44.11361, -68.50639. Según la Oficina del Censo de los Estados Unidos, Marshall Island tiene una superficie total de 14.13 km², de la cual 4.06 km² corresponden a tierra firme y (71.25%) 10.06 km² es agua.

## Demografía
Según el censo de 2010, había 0 personas residiendo en Marshall Island. La densidad de población era de 0 hab./km². De los 0 habitantes, Marshall Island estaba compuesto por el 0% blancos, el 0% eran afroamericanos, el 0% eran amerindios, el 0% eran asiáticos, el 0% eran isleños del Pacífico, el 0% eran de otras razas y el 0% pertenecían a dos o más razas. Del total de la población el 0% eran hispanos o latinos de cualquier raza.